# Хит Спрингс (Јужна Каролина)
Хит Спрингс (енгл. Heath Springs) град је у америчкој савезној држави Јужна Каролина.

## Демографија
По попису из 2010. године број становника је 790, што је 74 (-8,6%) становника мање него 2000. године.
| Група             | 2000.       | 2010.       |
| Белци             | 417 (48,3%) | 355 (44,9%) |
| Афроамериканци    | 441 (51,0%) | 418 (52,9%) |
| Азијати           | 0 (0,0%)    | 2 (0,3%)    |
| Хиспаноамериканци | 8 (0,9%)    | 1 (0,1%)    |
| Укупно            | 864         | 790         |